# Kimi ni Aitaku naru kara
Singles de Kana Nishino
Tōkutemo feat. WISE
(2009) Motto…
(2009)
Pistes de LOVE one.
celtic Epilogue ~LOVE one.~
Kimi ni Aitaku naru kara (君に会いたくなるから) est le 6e single de la chanteuse de J-pop Kana Nishino.

## Présentation
Il est sorti sous le label SME Records Inc. en collaboration avec WISE le 3 juin 2009 au Japon. Il sort au format CD. Il atteint la 19e position à l'Oricon. Il se vend à 5 222 exemplaires la première semaine et reste classé 8 semaines pour un total de 12 412 exemplaires vendus. La chanson Kimi ni Aitaku naru kara se trouve sur l'album LOVE one. et sur la compilation Love Collection ~pink~.

## Pistes
| 1. | Kimi ni Aitaku naru kara (君に会いたくなるから)  | Kana Nishino, Kanako Kato | Kana Nishino, Jeff Miyahara, Kenji "JINO" Hino         | Jeff Miyahara, Kenji "JINO" Hino |  |
| 2. | Shitsuren Mode feat. WISE (失恋モード feat.WISE) | Kana Nishino, WISE        | Skate Sonic EXP*                                       | Skate Sonic EXP*                 |  |
| 3. | Again                                            | Kana Nishino              | Oliva Nervo, Mariam Nervo, Mathias Wollo, Henrik Korpi | SiZK from ★STAR GUiTAR           |  |